# جينيفر هورنزباي
جينيفر هورنزباي (بالإنجليزية: Jennifer Hornsby)‏ هي فيلسوفة بريطانية، ولدت في 1951.